# Lukáš Greššák
Lukáš Greššák (ur. 23 stycznia 1989 w Trzcianie) – słowacki piłkarz występujący na pozycji środkowego obrońcy lub defensywnego pomocnika w słowackim klubie ViOn Zlaté Moravce.

## Kariera klubowa
Wychowanek klubu FK Slovan Trstená z rodzinnego miasta Trzciana, gdzie początkowo uczęszczał na zajęcia karate. Latem 2004 roku rozpoczął treningi w FC Junior Radvaň z Bańskiej Bystrzycy, skąd po dwóch tygodniach powrócił do FK Slovan. Wkrótce po tym przeniósł się do akademii MFK Ružomberok, gdzie 4 lata później rozpoczął grę w zespole rezerw tego klubu. W połowie sezonu 2010/11 dołączył do składu pierwszej drużyny. 16 kwietnia 2011 zadebiutował w słowackiej ekstraklasie w wygranym 2:0 meczu z MFK Košice i rozpoczął od tego momentu regularne występy. W marcu 2012 roku zdobył pierwszą w karierze bramkę w spotkaniu przeciwko MŠK Žilina (1:2). W lipcu 2014 roku, po odejściu Tomáša Ďubka, mianowano go kapitanem zespołu.
W sierpniu 2014 roku Greššák podpisał dwuletni kontrakt ze Spartakiem Trnawa. W lipcu 2015 roku zadebiutował w europejskich pucharach w dwumeczu z FK Olimpik Sarajewo w kwalifikacjach ligi Europy 2015/16. Na początku 2017 roku otrzymał od trenera Miroslava Karhana funkcję kapitana drużyny. W sezonie 2017/18 wywalczył ze Spartakiem mistrzostwo Słowacji a także wystąpił w fazie grupowej Ligi Europy 2018/19. Z powodu utraty głównego sponsora i narastających zaległości wobec zawodników w grudniu 2018 roku zdecydował się odejść z zespołu. W styczniu 2019 roku wraz z kolegą klubowym ze Spartaka Martinem Tóthem przeniósł się do Zagłębia Sosnowiec, prowadzonego przez Valdasa Ivanauskasa. 9 lutego zadebiutował w Ekstraklasie w przegranym 0:2 meczu ze Śląskiem Wrocław. Po zakończeniu rundy wiosennej sezonu 2018/19, w której zaliczył 12 występów, Zagłębie zajęło ostatnie miejsce w tabeli i spadło do I ligi, a on sam po wygaśnięciu półrocznej umowy opuścił klub.
W czerwcu 2019 roku związał się dwuletnim kontraktem z Sigmą Ołomuniec prowadzoną przez Radoslava Látala, z którym współpracował wcześniej w Spartaku Trnawa.

## Sukcesy
Spartak Trnawa
- mistrzostwo Słowacji: 2017/18